# Galīn Qeshlāq
Galīn Qeshlāq (persiska: گَلين قِشلاقی, كِلِنشتَلی, گلين قشلاق, Galīn Qeshlāqī) är en ort i Iran.   Den ligger i provinsen Ardabil, i den nordvästra delen av landet, 400 km nordväst om huvudstaden Teheran. Galīn Qeshlāq ligger 1 724 meter över havet och antalet invånare är 133.
Terrängen runt Galīn Qeshlāq är kuperad. Runt Galīn Qeshlāq är det ganska glesbefolkat, med 38 invånare per kvadratkilometer. Närmaste större samhälle är Meresht, 3,2 km söder om Galīn Qeshlāq. Trakten runt Galīn Qeshlāq består i huvudsak av gräsmarker.